# Néophytos Edelby
Néophytos (Elias) Edelby (Aleppo, 10 novembre 1920 – 10 giugno 1995) è stato un vescovo cattolico siriano.

## Biografia
Elias (nome di battesimo) era il maggiore dei sei figli di Abdallah Edelby dell'armena Lucie Battouk. Dopo aver frequentato la scuola primaria presso i frati francescani in Aleppo, passò all'età di dodici anni dai Basiliani Aleppini, dove emise i voti monastici nel 1936 e fu chiamato Neophytos. Successivamente studiò presso il Seminario di Sant'Anna, dei Missionari d'Africa in Gerusalemme. Il 20 luglio 1944 fu ordinato presbitero e designato come Cappellano dei Basiliani Aleppini. Nel 1946 iniziò a studiare presso la Pontificia Università Lateranense a Roma, dove diede nel 1950 il dottorato utriusque juris. Negli anni successivi (1950-1953) Edelby lavorò come professore presso il Seminario di Sant'Anna, tra il 1953 e il 1959 per i Basiliani Aleppini in Libano, e dal 1959 come assistente personale del patriarca Massimo IV Saigh.

## Vescovo ausiliare nel patriarcato di Antiochia
Neophytos Edelby, il 5 dicembre 1961, fu nominato vescovo ausiliare del patriarca melchita di Antiochia, e il 24 dicembre 1961 ricevette la nomina di arcivescovo titolare di Edessa in Osroene dei Greco-Melchiti. Il patriarca di Antiochia Massimo IV Saigh lo ordinò il 25 febbraio del 1962. Il vescovo Edelby partecipò alle quattro sessioni del Concilio Ecumenico Vaticano II dal 1962 al 1965.

## Arcivescovo di Aleppo
Il 6 marzo del 1968 fu nominato Arcivescovo di Aleppo dei melchiti, ufficio che ricoprì fino al giorno della sua morte, il 10 giugno del 1995.
Papa Giovanni Paolo II nel 1986 nominò l’arcivescovo Edelby membro della commissione per il Catechismo della Chiesa Cattolica. Questa commissione, presieduta dall’allora cardinal Joseph Ratzinger, era formata da 12 membri tra vescovi e cardinali. Edelby fu successivamente sostituito dal vescovo Paul Gay Noujeim.

## Genealogia episcopale
La genealogia episcopale è:
- Vescovo Filoteo di Homs
- Patriarca Eutimio III di Chios
- Patriarca Macario III Zaim
- Vescovo Leonzio di Saidnaia
- Patriarca Atanasio III Dabbas
- Vescovo Néophytos Nasri
- Vescovo Efthymios Fadel Maalouly
- Patriarca Cirillo VII Siage, B.S.
- Patriarca Agapio III Matar, B.S.
- Patriarca Massimo III Mazloum
- Patriarca Clemente I Bahous, B.S.
- Patriarca Gregorio II Youssef-Sayour, B.S.
- Patriarca Pietro IV Geraigiry
- Patriarca Cirillo VIII Geha
- Patriarca Demetrio I Cadi
- Cardinale Massimo IV Saigh, S.M.S.P.
- Arcivescovo Néophytos Edelby, B.A. (1962)

## Opere maggiori
- Saggio sulle autonomie legislativo-giurisdizionali cristiane e d’Oriente sotto la dominazione musulmana dal 663 al 1517. Diss. jur. utr. Roma 1950 (dattiloscritto, pubblicazione parziale. Archivio di Storia del diritto orientale 1950-51, 307-351).
- Liturgicon. Messale bizantino ad uso dei fedeli. Ed. you renouveau, Beyruth 1960 (ristampa 1991), tradotto in tedesco.
- Souvenirs du Concile Vatican II (11 octobre 1962-8 décembre 1965). Grec Melkite Catholic Centre de Recherche, Beyruth 2003.

## Letteratura
- Nagi Edelby, Pierre Masri (ed.): Mélanges en mémoire de Mgr Neophytos Edelby (1920-1995) (Textes et études sur l'Orient chrétien 4). Cedrac 2005 ISBN 9953-455-30-9.